# آپینیانو
آپینیانو (به ایتالیایی: Appignano) یک منطقهٔ مسکونی در ایتالیا است که در استان ماچه‌راتا واقع شده‌است.

## خصوصیات
آپینیانو ۲۲٫۷ کیلومترمربع مساحت و ۴٬۰۴۳ نفر جمعیت دارد و ۱۹۹ متر بالاتر از سطح دریا واقع شده‌است.